# Pälsbin
Pälsbin (Anthophora) är ett släkte solitära bin i familjen långtungebin.

## Beskrivning
Pälsbin är relativt stora bin med en tät pälsliknande behåring, därav det svenska namnet. Många arter är påtagligt lika humlor. Tungan är mycket lång. Hos många arter, och alla arter i Skandinavien, finns tydliga könsskillnader genom att hanarna har en vit till gul mask på nedre delen av ansiktet, medan honorna är svarta.

## Ekologi
Pälsbin är solitärt levande bin som bygger sina bon i gångar som de själv gräver i sandig mark, i branter eller murar eller i murken ved. Äggen läggs i celler i slutet på sidogångar. Cellerna hålles ihop med ett desinficerande körtelsekret. I varje cell lägger honan ett ägg på en klump av nektar och pollen som tjänar som näring. De parasiteras av kägelbin och sorgbin vars larver lever av det insamlade näringsförrådet efter det att värdägget eller -larven dödats.

## Utbredning
Pälsbina finns i hela världen utom Antarktis, Sydöstasien och Australasien. Totalt finns omkring 750 arter.

### Arter i Sverige och Finland
I Sverige finns nedanstående 5 arter varav 2 arter är rödlistade:
- vårpälsbi (A. plumipes) livskraftig LC
- dånpälsbi (A. furcata) livskraftig LC
- örtagårdsbi (A. quadrimaculata) livskraftig LC
- humlepälsbi (A. plagiata) akut hotad CR
- svartpälsbi (A. retusa) nära hotad NT

Av dessa finns Dånpälsbi och Örtagårdsbi i Finland, båda klassificerade som livskraftiga.